# Martin Sild Hansen
 Der er flere personer med dette navn, se Martin Hansen.
Martin "Sild" Hansen (født d. 11. maj 1983), er professionel fodboldspiller. Spiller for Aarhus Fremad. Martin er en central offensiv midtbanespiller, men kan også indtage position i angrebet.

## Biografi
Martin Hansen kommer oprindeligt fra Esbjerg, hvortil tilnavnet "Sild" også referer.
Tilnavnet fik Martin "Sild" Hansen af den afdøde AGF-leder Per Thune

### Uddannelse
Martin "Sild" Hansen har en 2-årig HF-uddannelse, og er i dag jurastuderende ved Aarhus Universitet.

## Ungdomsårene
Martin "Sild" Hansen debuterede som 15-årig på det danske U/16 landshold.
I alt har Martin "Sild" Hansen optrådt 22 gange for de danske ungdomslandshold.
Blot to år efter sin U-landsholdsdebut fik Martin "Sild" Hansen sin første fuldtidskonktrakt i AGF.

## Aarhus Fremad
Martin "Sild" Hansen skiftede i vinteren 2008/2009 fra Brabrand I.F. tilbage til sin tidligere klub Aarhus Fremad på en 1-årig kontrakt.
”Debuterede” for Aarhus Fremad i denne omgang d. 22 marts 2009, i en 4-0 sejr på hjemmebanen Risvangen over FC Midtjyllands andethold Ikast.
Scorede i sin anden optræden for Aarhus Fremad i foråret 2009, i 0-1 sejren på udebane over FC Hjørring. Kom atter på måltavlen mod sin tidligere klub Brabrand I.F. i lokalderbyet d. 4 april 2009

## Tidligere klubber
- AGF ( ?? – 2004)

- Aarhus Fremad (2003)[3]
- Brabrand I.F. (2004 – 2008)
- Skjern GF (2014- )[kilde mangler]

## Resultater

### Personlig
Blev i sæsonen 2007-2008 topscorer i 2. division Vest med 15 mål.

### Klub
Topscoreværdigheden i sæsonen 2007-2008 var med til at hjælpe Brabrand I.F. godt på vej mod et comeback i den danske 1. Division – landets næstbedste række – men efter en 2. Plads i 2. division Vest tabte Brabrand over to kampe oprykningskampen mod nr. 2 i 2. division Øst, det nuværende FC Amager.

## Fodnoter
1. ↑  [Divisionskampe for de 4 første sæsoner i Brabrand IF]
2. ↑  [Interview I JP Aarhus], JP, 21. marts 2009, s. 16-17
3. ↑  [På leje fra AGF]
4. ↑  [Sammen med Ronnie Schwartz, AaBII – ligeledes med 15 mål]